# Hartwig Rudolz
Hartwig „Hardy“ Rudolz (* 26. August 1955 in Börnsen) ist ein deutscher Sänger, Schauspieler, Regisseur und Choreograf.

## Leben
Nach einer privaten Schauspielausbildung mit staatlichem Abschluss absolvierte er eine Gesangs- und Tanzausbildung unter anderem in Wien, Berlin, Hamburg und London.
Seinen Einstand gab er als Principal Chanteur am Lido-Theater in Paris. Weitere Bühnenengagements führten ihn ans Theater des Westens. Als Musical-Rollen in Hamburg sind der Katzenboss Munkustrap in Cats und der Liebhaber Raoul und das Phantom in Das Phantom der Oper zu nennen. Für diese Rolle wurde er mit dem Goldenen Publikums-Löwen ausgezeichnet. In der deutschen Uraufführung von Les Misérables spielte er den Inspektor Javert. 
Auf Grund seiner herausragenden Leistung hat ihn Cameron Macintosh für die Rolle des Javert, in Les Misérables, an das Palace Theater, am Londoner West End geholt. Er war der erste deutsche Musicaldarsteller, der dort in einer leading role zu sehen war. 
Neben vielen anderen Engagements sind unter anderem Gastspiele an das Staatstheater am Gärtnerplatz in München und das Mecklenburgische Staatstheater in Schwerin zu verzeichnen. In Schwerin trat er ab 2007 als Johnny Kröger in der Bühnenadaption von Helmut Käutners Spielfilm Große Freiheit Nr. 7 und ab 2010 als Alexander Oberholzer in Paul Burkhards Komödie Das Feuerwerk auf. Zudem war Rudolz im Rahmen der Inszenierung von Große Freiheit Nr. 7 als Choreograf tätig. In München konnte man ihn ab 2010 als Henry Higgins in dem Musical My Fair Lady von Frederick Loewe und Alan Jay Lerner und als Hermann Preysing in dem Musical Grand Hotel sehen. Auch bei der Produktion von Grand Hotel verantwortete er die Choreografie.
Zu seiner Theatertätigkeit leitet er darüber hinaus eigens entwickelte und inszenierte Musical-Shows, Programme für Galaveranstaltungen, Events und Konzerte und verlieh Figuren in der Sesamstraße seine Stimme. 1984 war er im Märchenfilm Schneeweißchen und Rosenrot in der Rolle des Prinzen Engelbert zu sehen. Weiterhin wirkte er jeweils auch in einigen Folgen der Fernsehserien Stadtklinik und Rote Rosen mit.

## Filmografie (Auswahl)
- 1980: Mein Name ist Emma
- 1981: Die Wirtin (Fernsehfilm)
- 1983: Die Goldenen Hungerjahre (Fernsehfilm)
- 1983: Zeitgeister (Fernsehfilm)
- 1984: Schneeweißchen und Rosenrot
- 1986: Wenn schon, denn schon (Fernsehaufzeichnung)
- 1992: Bombenstimmung (Ufa-Revue, Fernsehaufzeichnung)
- 1998: Stadtklinik (Fernsehserie, drei Folgen)
- 2002: Streit um drei (Fernsehserie)
- 2008, 2011: Rote Rosen (Fernsehserie, jeweils zwei Folgen)